# Edsele landskommun
Edsele landskommun var en tidigare kommun i Västernorrlands län.

## Administrativ historik
Edsele landskommun inrättades den 1 januari 1863 i Edsele socken i Ramsele och Resele tingslag i Ångermanland  när 1862 års kommunalförordningar trädde i kraft.
Den upphörde vid kommunreformen 1952, då den gick upp i Ramsele landskommun. Sedan 1974 tillhör området Sollefteå kommun.

## Kommunvapen
Edsele landskommun förde inte något vapen.

## Politik

### Mandatfördelning i valen 1938-1946
| 14 | 6 | 1 |

| 20 |

| 14 | 1 | 6 |

| 21 |

| 3 | 10 | 1 | 6 |

| 19 |